# 高田 (豊島区)
高田（たかだ）は、東京都豊島区の町名。現行行政地名は高田一丁目から高田三丁目。住居表示実施済区域。

## 地理
JR高田馬場駅の北東側にあたる。北側に学習院大学（住所は豊島区目白）と雑司が谷がある。東側に新宿区西早稲田に文京区目白台、南側に新宿区高田馬場、西側に新宿区下落合と接しており、豊島区の境界にあたる（新宿区との境界は神田川）。都電荒川線が通っている。
神田川沿いの低地と関口台地（目白台地とも）の境目となるため坂が多く、中でものぞき坂は都内でも有数の急坂として知られる。

### 地価
住宅地の地価は、2025年（令和7年）1月1日の公示地価によれば、高田1-3-11の地点で68万1000円/m2となっている。

## 世帯数と人口
2023年（令和5年）1月1日現在（東京都発表）の世帯数と人口は以下の通りである。
| 丁目       | 世帯数    | 人口     |
| ---------- | --------- | -------- |
| 高田一丁目 | 3,063世帯 | 5,242人  |
| 高田二丁目 | 2,153世帯 | 3,794人  |
| 高田三丁目 | 2,334世帯 | 3,793人  |
| 計         | 7,550世帯 | 12,829人 |

### 人口の変遷
国勢調査による人口の推移。
| 年                 | 人口   |
| ------------------ | ------ |
| 1995年（平成7年）  | 8,867  |
| 2000年（平成12年） | 9,035  |
| 2005年（平成17年） | 9,321  |
| 2010年（平成22年） | 11,252 |
| 2015年（平成27年） | 11,792 |
| 2020年（令和2年）  | 12,372 |

### 世帯数の変遷
国勢調査による世帯数の推移。
| 年                 | 世帯数 |
| ------------------ | ------ |
| 1995年（平成7年）  | 4,363  |
| 2000年（平成12年） | 4,875  |
| 2005年（平成17年） | 5,303  |
| 2010年（平成22年） | 6,450  |
| 2015年（平成27年） | 7,010  |
| 2020年（令和2年）  | 7,034  |

## 学区
区立小・中学校に通う場合、学区は以下の通りとなる。なお、豊島区の小・中学校では学校選択制度を導入しており、以下の指定校に隣接している通学区域の学校も選択することが可能。
- 区域 : 一丁目、二丁目、三丁目　各全域
  - 小学校 : 豊島区立高南小学校
  - 中学校 : 豊島区立千登世橋中学校

## 交通

### 鉄道
- 学習院下停留所（都電荒川線）

### バス
都営バス
- 学習院下停留所
  - 池86系統 - 池袋駅東口行、渋谷駅西口・東口、早稲田方面
- 鬼子母神前停留所、高田一丁目停留所（都営バス）
  - 白61系統 - 練馬車庫行、新宿駅西口行

### 道路
- 東京都道305号芝新宿王子線（明治通り）
- 東京都道8号千代田練馬田無線（目白通り、新目白通り）

## 事業所
2021年（令和3年）現在の経済センサス調査による事業所数と従業員数は以下の通りである。
| 丁目       | 事業所数  | 従業員数 |
| ---------- | --------- | -------- |
| 高田一丁目 | 133事業所 | 741人    |
| 高田二丁目 | 82事業所  | 1,512人  |
| 高田三丁目 | 381事業所 | 9,518人  |
| 計         | 596事業所 | 11,771人 |

### 事業者数の変遷
経済センサスによる事業所数の推移。
| 年                 | 事業者数 |
| ------------------ | -------- |
| 2016年（平成28年） | 569      |
| 2021年（令和3年）  | 596      |

### 従業員数の変遷
経済センサスによる従業員数の推移。
| 年                 | 従業員数 |
| ------------------ | -------- |
| 2016年（平成28年） | 11,711   |
| 2021年（令和3年）  | 11,771   |

## 施設

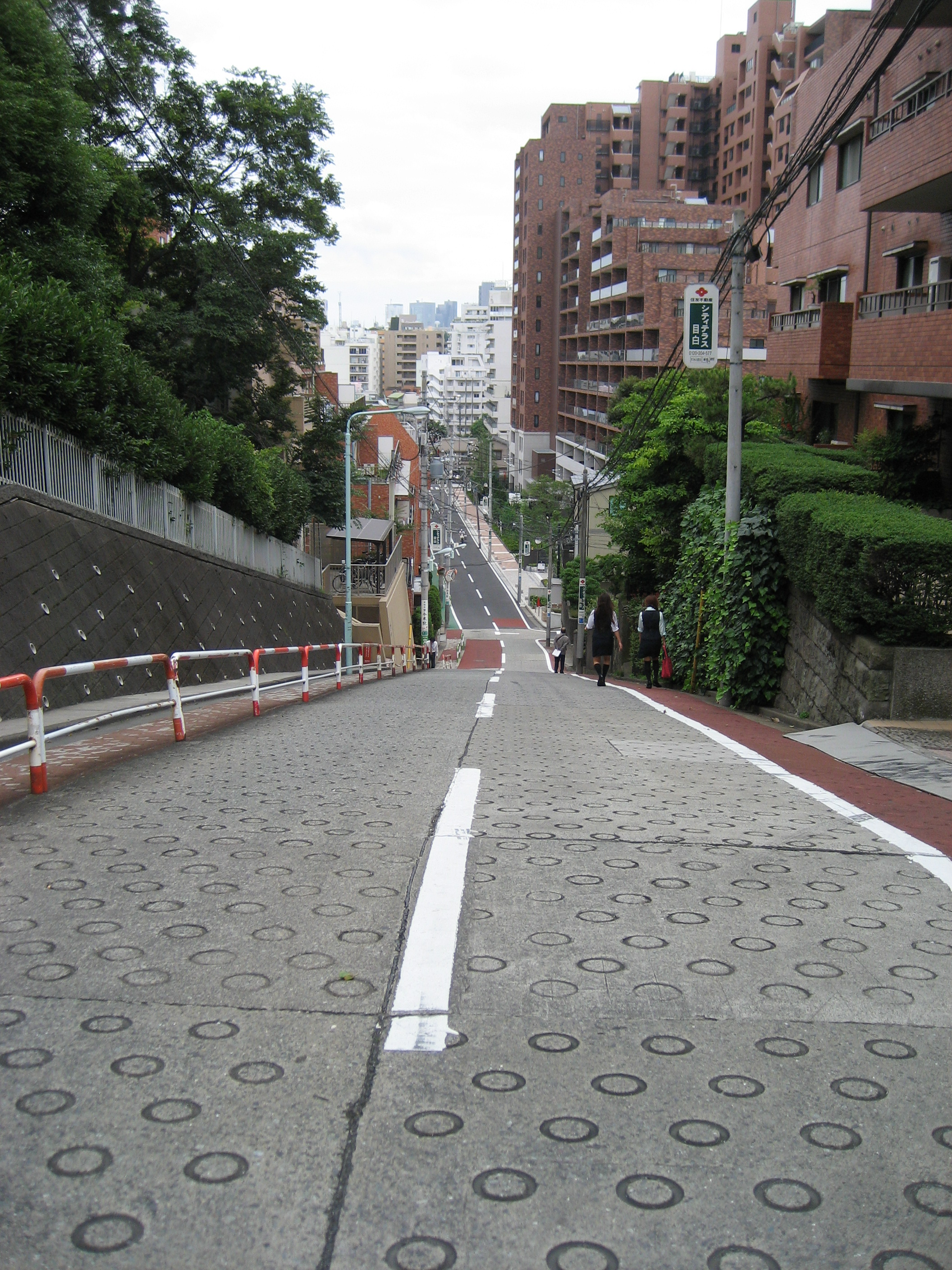
のぞき坂

### 高田一丁目
- 高南保育園
- 南蔵院、根生院

### 高田二丁目
- 高田第一区民集会室（区民ひろば高南）
- 豊島区立高南小学校
- よしや目白高田店
- セブンイレブン豊島高田二丁目店
- 東京日産目白高田店
- 白十字東京工場
- 高田氷川神社
- 金乗院（目白不動尊）
- 早稲田文理専門学校

### 高田三丁目
- 高田第二区民集会室
- 豊島高田郵便局
- 高田馬場病院
- 大同病院
- 日本外国語専門学校
- 白十字本社
- 明治安田生命事務センター
- 大正製薬本社
- 綜研化学本社
- 日本福祉教育専門学校 高田校舎
- ビックカメラ高田本部
- ファミリーマート高田三丁目店、目白南店
- デニーズ高田馬場店
- 勝田声優学院

## その他

### 日本郵便
- 郵便番号 : 171-0033[3]（集配局 : 豊島郵便局[15]）。